# Lucas Verthein
Lucas Verthein (Rio de Janeiro, 12 de maio de 1998) é um remador brasileiro. Ele chegou às semifinais dos Jogos Olímpicos de Verão de 2020 e conquistou a medalha de ouro nos Jogos Pan-Americanos de 2023.

## Carreira
Aos 14 anos, a convite de um amigo, foi à Lagoa Rodrigo de Freitas vê-lo treinar remo pelo Botafogo. Entrou em um dos barcos a remo, interessou-se pelo esporte e tornou-se praticante.
Em 2016, conquistou a medalha de bronze no Campeonato Mundial de Remo Junior, nos Países Baixos, no single skiff masculino.
Verthein participou do Campeonato Mundial de Remo de 2017, onde ficou em 6º lugar na final D, terminando em 24º lugar geral.
Nos Jogos Pan-Americanos de 2019, em Lima, no Peru, foi medalha de bronze no skiff duplo ao lado de Uncas Batista.
Disputou os Jogos Olímpicos de 2020, em Tóquio, realizados no ano de 2021, onde chegou às semifinais, alcançando o melhor resultado de toda a história do remo olímpico brasileiro. Terminou em 12º lugar no single skiff, sendo o 2º melhor remador das Américas nesta prova.
Nos Jogos Sul-Americanos de 2022 realizados em Assunção, Paraguai, obteve a medalha de bronze no single skiff.
Em junho de 2023, alcançou a marca de 54 títulos brasileiros no Remo.
Ele participou do Campeonato Mundial de Remo de 2023, chegando às quartas de final e terminando em 14º no geral.
Nos Jogos Panamericanos de 2023, em Santiago, foi medalha de ouro no single skiff, conquistando o primeiro ouro brasileiro no remo desde 1987.
Nos Jogos Olímpicos de 2024, em Paris, chegou às quartas-de-final, e terminou em 15º no geral. 